# Retinit

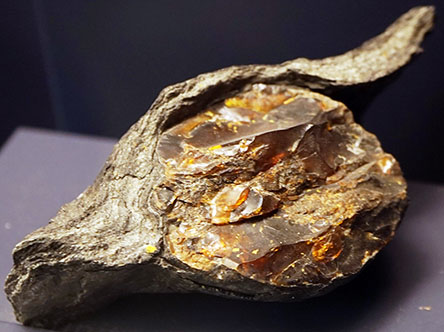
Retinit

Als Retinit (vom griechischen retine „Harz“) werden sehr verschiedenartige (fossile) Harze bezeichnet, die keine oder wenig Bernsteinsäure enthalten. Retinit ist, anders als die Endung „…it“ im Namen vermuten lässt kein (anerkanntes) Mineral oder Gestein.

## Geschichte
Der Name wurde schon im 19. Jahrhundert zur Unterscheidung von Baltischem Bernstein (Succinit), der als „echter“ Bernstein angesehen wurde, von anderen fossilen Harzen verwendet. Solche Harze kamen häufig auf Braunkohle-Lagerstätten vor und waren daher gut bekannt. Seit in den 1930er-Jahren fossile Harze außerhalb der Lagerstätten des Baltischen Bernstein gefunden wurden, die ebenfalls Bernsteinsäure enthielten, eignet sich der Name allerdings nicht mehr, um mit ihm Baltischen Bernstein von anderen Bernsteinarten zu unterscheiden.

## Heutige Betrachtungsweise
Allgemein wird Retinit noch immer sowohl als eine Harzart angesehen und unspezifisch als Sammelbezeichnung für Bernstein ohne Bernsteinsäure oder mit einem Bernsteinsäuregehalt von weniger als 3 % verwendet. Aber auch akzessorische, fossile Harze in sowohl fester als auch pulvriger Form aus Braunkohlevorkommen und ihren Begleitschichten werden als Retinit bezeichnet. Solche Retinite sind oft mikroskopisch klein und befinden sich zumeist noch im Pflanzenkörper der Pflanze, die das Harz erzeugt hat. Dadurch ist die botanische Herkunft solcher Harze sicher bestimmbar, während fossile Harze, wie beispielsweise Baltischer Bernstein, im Allgemeinen nur indirekte Belege auf ihren botanischen Ursprung enthalten (z. B. pflanzliche Einschlüsse, chemische Zusammensetzung). In diesem Kontext wird Retinit in der Regel nicht als Bernstein angesehen, sondern allenfalls als eine mögliche Zwischenstufe in der Genese vom frischen Harz zum Bernstein. Die Verwendung des Begriffs Retinit wird in der Fachliteratur kritisch diskutiert.

## Synonyme Verwendung des Begriffs
„In der Makropetrographie werden bituminöse Substanzen der Kohle“ als Retinit bezeichnet. In der Mikropetographie spricht man hingegen von „Resinit“.